# Bia không cồn

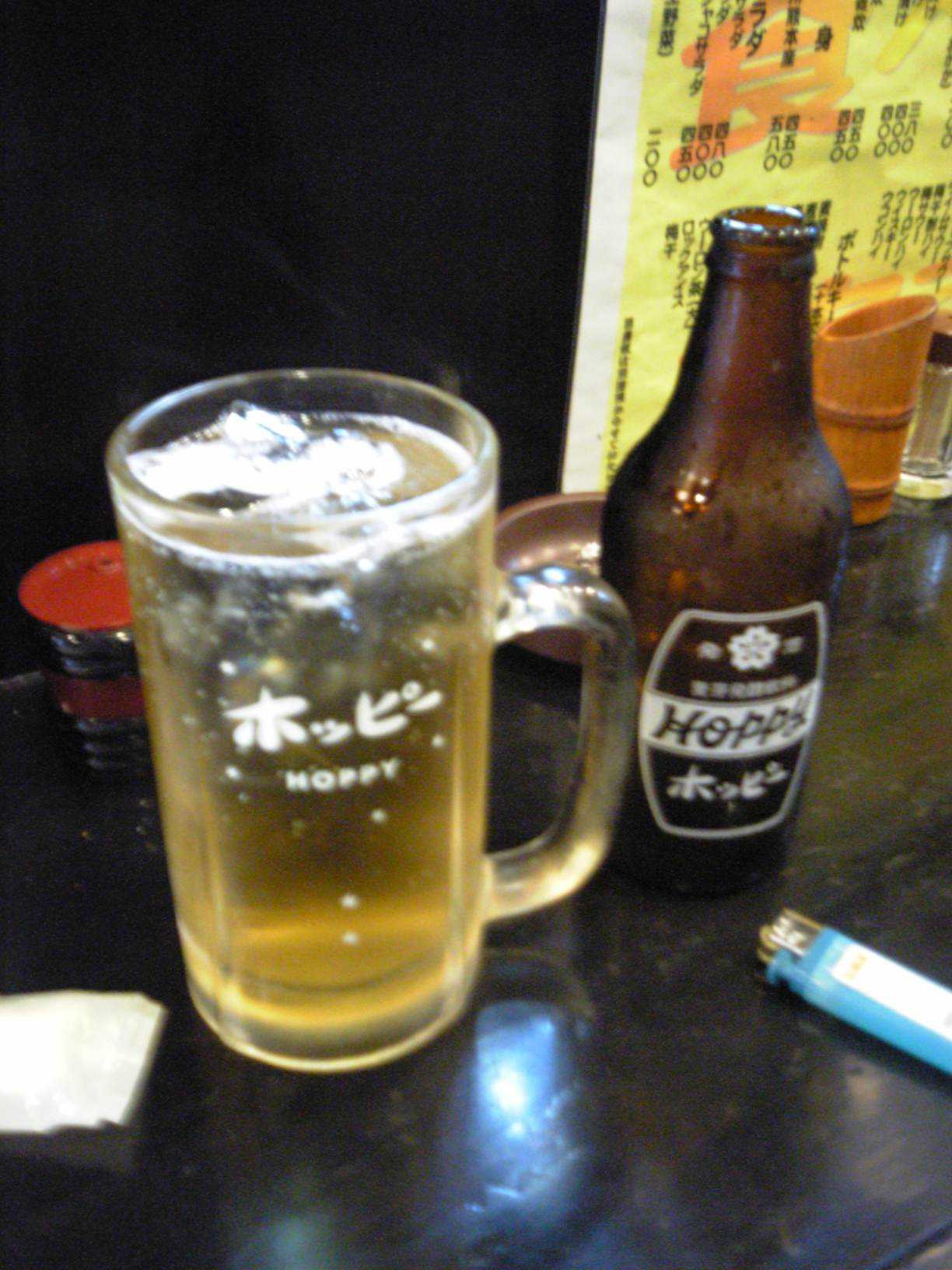
Loại bia Hoppy có độ cồn thấp

Bia không cồn hay còn gọi là bia chay là loại bia không chứa cồn hoặc chỉ chứa một lượng cồn rất nhỏ. Các loại bia này thích hợp với những người cần sự tỉnh táo, chẳng hạn khi lái xe ô tô.
Theo luật, ở Mỹ, các loại bia có nồng độ cồn không quá 0,5% có thể được gọi là bia không cồn.
Ở Anh, luật quy định (tính đến thời điểm tháng 5 năm 2007):
- Bia không cồn (No alcohol/alcohol free): nồng độ cồn không quá 0,05%
- Bia khử cồn (Dealcoholised): nồng độ cồn trên 0,05% nhưng không quá 0,5%
- Bia độ cồn thấp (Low alcohol): nồng độ cồn không quá 1,2%

Tại các nước khác trong Cộng đồng châu Âu, bia phải có nồng độ cồn không quá 0,5% mới được gọi là bia không cồn.
Bia không cồn cũng được sản xuất như bia bình thường nhưng nó thêm giai đoạn loại bỏ bớt cồn trong bia, có thể bằng cách chưng ở nhiệt độ thấp để cồn bay hơi.

## Một số loại bia có độ cồn thấp

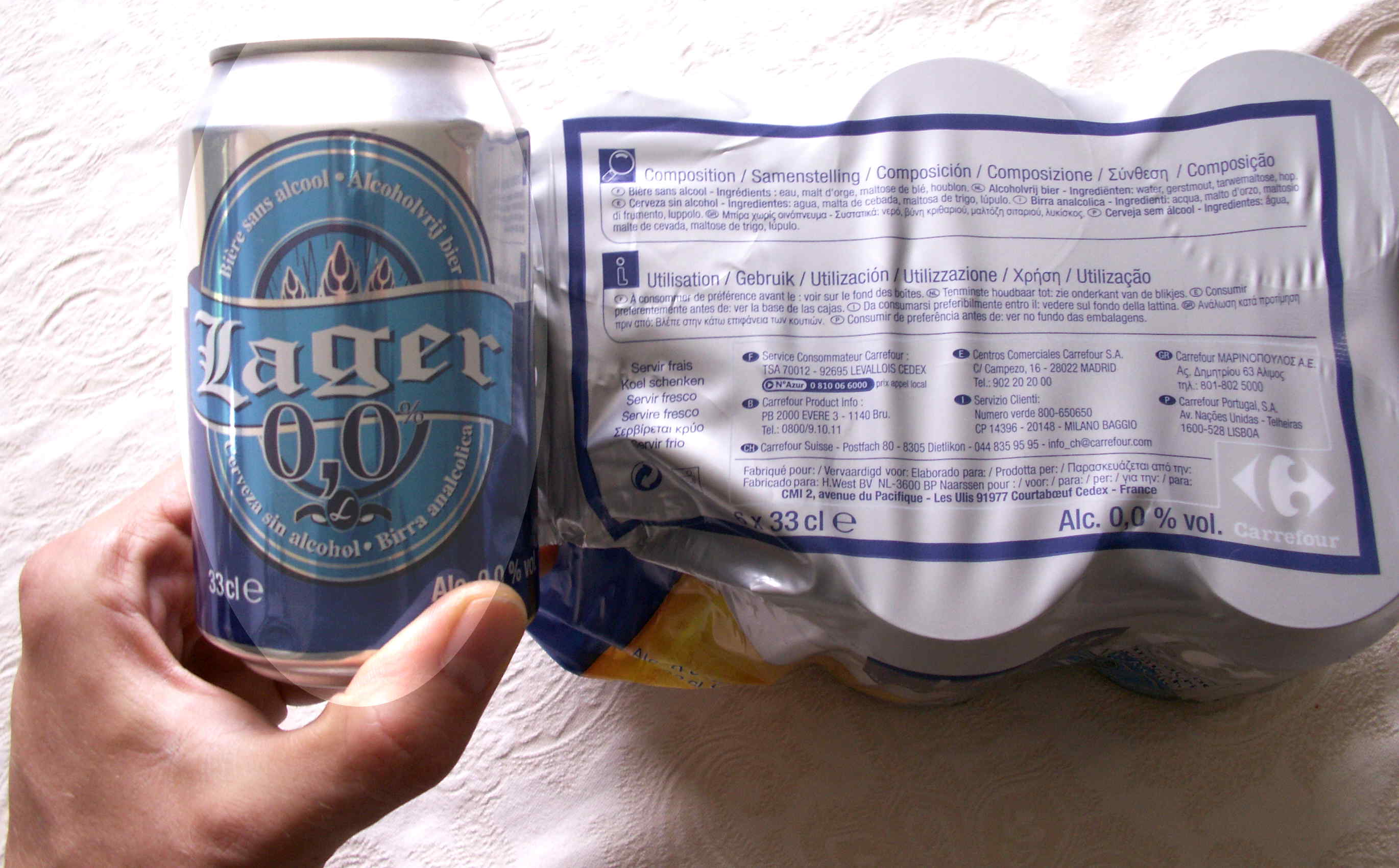
Bia Lager có độ cồn 0.0 của Pháp
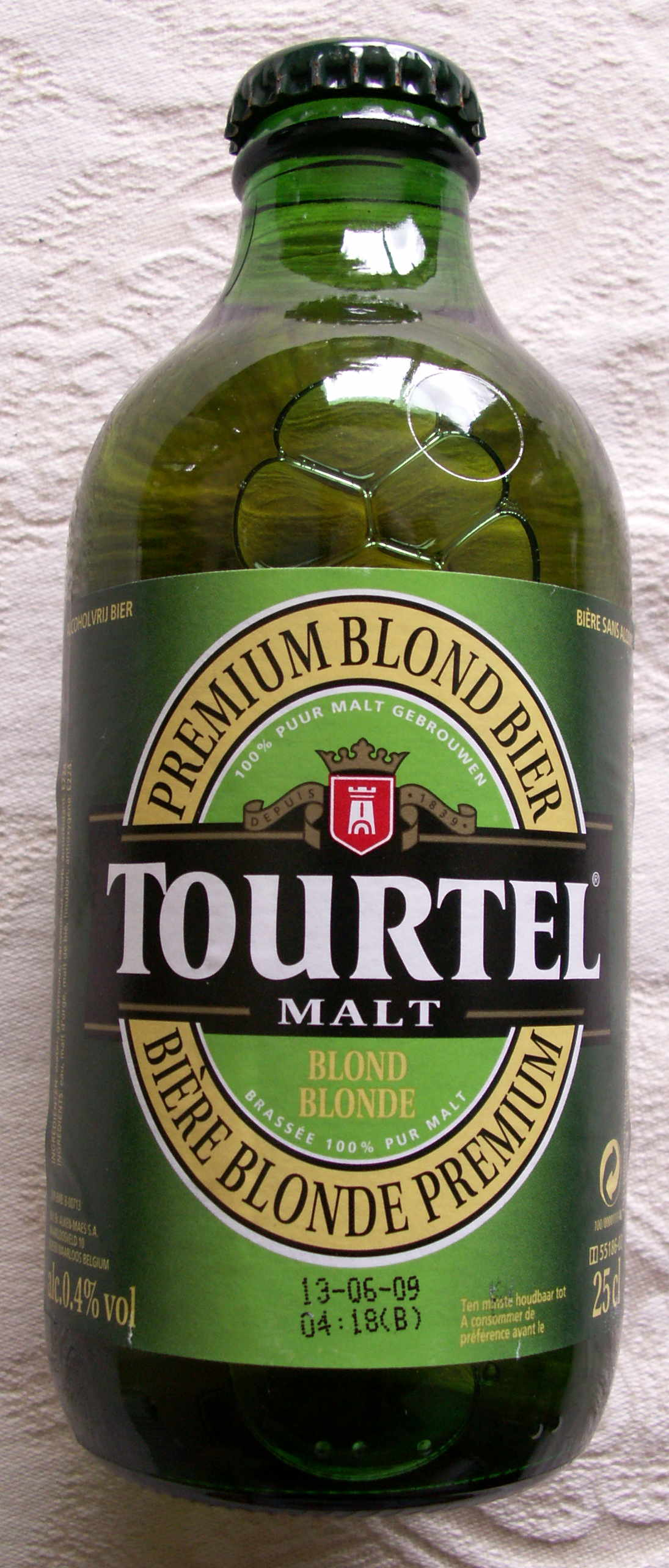
Bia Tourtel, được gọi là near beer (tương tự bia) vì có độ cồn rất thấp, 0.4%
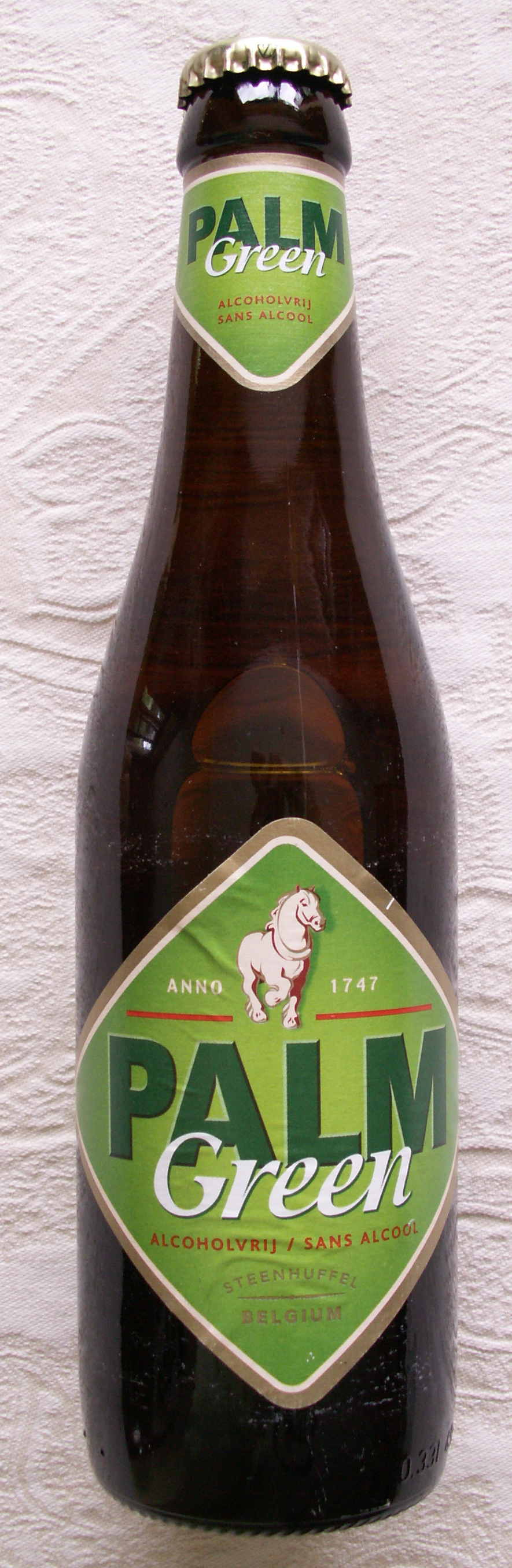
Bia PalmGreen của Bỉ, độ cồn 0.25%